# Tuhilo Craic (Ort)
Tuhilo Craic (Tuhilu Craic, deutsch Unter-Tuhilo) ist ein osttimoresischer Ort im Suco Fahilebo (Verwaltungsamt Bazartete, Gemeinde Liquiçá). Die Gebäude des Dorfes reihen sich im Westen der Aldeia Tuhilo Craic in kleinen Gruppen entlang einer kleinen Straße auf einem Bergrücken auf. Das Ortszentrum liegt auf einer Meereshöhe von 862 m. Westlich liegt das Quellgebiet des Flusses Failebo.